# David Coburn (acteur)
Pour les articles homonymes, voir David Coburn (homme politique).
David Coburn est un acteur américain né le 31 octobre 1969 à Los Angeles, Californie (États-Unis).

## Filmographie
- 1984 : Pole Position (série télévisée) : Dan Darret (voix)
- 1986 : Born American : K.C.
- 1989 : The Sleeping Car : Harris
- 1989 : Susie et les Baker Boys (The Fabulous Baker Boys) de Steven Kloves : Kid at Vet
- 1989 : Cours d'anatomie (Gross Anatomy)[réf. nécessaire] (voix)
- 1990 : New Kids on the Block (série télévisée) : Donnie Wahlberg/Niko (voix)
- 1990-1996 : Capitaine Planète (série télévisée) : Capitaine Planète/Capitaine Pollution (voix)
- 1991 : Harry et les Henderson ("Harry and the Hendersons") (série télévisée) : Walter Potter (1990-1991)
- 1992 : The Fountain Clowns : Boxer
- 1992 : Defenders of Dynatron City (TV) (voix)
- 1994 : Mais où se cache Carmen Sandiego ? (série télévisée) : Additional Voices (voix)
- 1995 : Duo mortel (Bad Company) : Additional Voices (voix)
- 1995 : Live Shot (série télévisée) : Rick Evers
- 1995 : Space Strikers (série télévisée) : Captain Nemo (voix)
- 1996 : Insomnia : Additional Voices (voix)
- 1998 : To Hell with Love : Alan Rigatelli
- 1999 : Babylon 5: L'appel aux armes (Babylon 5: A Call to Arms) (TV) : Minbari Ranger
- 1999 : Embrouilles dans la galaxie (Can of Worms) (TV) : The Jarm
- 1999 : Screenplay : Bobby
- 2003 : Manhunt
- 2004 : Def Jam: Fight for NY
- 2006 : New York, unité spéciale (saison 7, épisode 19) : Eddie Loomis
- 2011 : Platane (série télévisée) : lui-même
- 2013 : Platane 2 (série télévisée) : lui-même
- 2015 : Zip Zip : Washington

## Jeux vidéos
- 2013 : Beyond: Two Souls : Stan (chapitre "Sans abri")
- 2018 : Detroit: Become Human : Richard Perkins